# Шраг, Илья Людвигович
Илья́ Лю́двигович Шраг (также Илия Людовикович, укр. Ілля Людвигович Шраг; 23 августа 1847, местечко Седнев Черниговского уезда Черниговской губернии — 11 апреля 1919, Чернигов) — русский и украинский общественный и политический деятель, адвокат, депутат Государственной думы I созыва от Черниговской губернии, культурный деятель, известный поддержкой многих литераторов того времени. Идейный вдохновитель черниговской «Просвиты».

## Биография
Украинец. Родился в местечке Седнев в окрестностях Чернигова в семье врача, выходца из Саксонии.

### Образование
Учился в Черниговской гимназии, исключен в 1865 за участие в выступлении учащихся против насаждавшейся в гимназии системы доносительства. Сдал экзамены экстерном и поступил в петербургскую Медико-хирургическую академию, через полтора года перешёл на юридический факультет Петербургского университета. В 1869 г. во время петербургских студенческих волнений был сторонником умеренной студенческой партии, но был арестован и заключён в Петропавловскую крепость. Исключен из университета и 22 марта 1869 г., по распоряжению шефа жандармов выслан на родину под надзор полиции в местечко Седнев (Черниговского уезда).
В июне 1873 года благодаря покровительству губернатора князя С. П. Голицына получил разрешение жить повсеместно за исключением столиц и университетских городов, переехал в Чернигов, до 1874 служил в губернской управе. В ноябре 1873 года получил разрешение переехать в Киев для сдачи государственных экзаменов. Выехал на 3 месяца в Киев, где написал работу о крестьянских судах в Московской и Владимирской губерниях. После успешной сдачи экзаменов и защиты дипломной работы получил звание кандидата прав. После снятия в 1875 надзора полиции (при сохранении запрета проживать в столицах и университетских городах) начал адвокатскую практику. Присяжный поверенный в Чернигове. В январе 1878 года надзор полиции был снят и разрешено жить повсеместно.

### Земская деятельность
- В 1875 гласный Черниговской городской думы и член городской управы.
- С 1879 по 1887[4] год товарищ городского головы В. М. Хижнякова.
- Член от города в губернском по городским делам присутствии.
- Член попечительского совета ремесленной школы.
- В 1870—1900-х годах гласный Борзнянского уездного земского собрания, член проектной и бюджетной комиссий уездного земства, секретарь уездного земского собрания.
- С 1878 член губернского земского собрания. Председатель юридической комиссии, член комиссий народного просвещения и музейной в губернском земстве.
- Представлен к званию почётного гражданина, но не утверждён администрацией.
- В 1871—1874 заведующий редакцией «Черниговского земского сборника».
- С 1890 член губернской земской управы, а также губернского по земским делам присутствия.
- Член попечительского совета Черниговской женской гимназии от земства.
- Председатель правления общественной библиотеки.
- Член губернской  учёной архивной комиссии, позднее товарищ председателя.
- Участник совещаний Черниговского уездного сельскохозяйственного комитета[3].

### Деятель украинского национального движения
Под влиянием А. Я. Конисского и В. Б. Антоновича присоединился к украинскому национальному движению. Выступал за введение в народных школах обучения на украинском языке, за разрешение издания на украинском языке школьной литературы. Вёл переписку с Петербургским комитетом грамотности по поводу издания украинских книг. Неоднократно выступал в защиту украинского языка и культуры на губернских земских собраниях. Участвовал в решении вопроса о принятии в дар Черниговским земством Музея украинской старины В. В. Тарновского.
С 1897 принадлежал к Общей украинской беспартийной организации, постоянный представитель на её съездах. В 1893 один из членов-учредителей, а в дальнейшем глава Черниговской украинской громады (общины), собрания которой проходили в его доме. Участвовал в любительских театральных постановках украинских пьес. В 1905—1906 годах был заместителем председателя Союза автонимистов. В 1903—1906 выступал в качестве защитника на политических процессах. Был адвокатом O. Андриевской. Впоследствии был заместителем председателя Товарищества украинских прогрессистов, образовавшегося в 1908 г. после распада УДРП.
- С ноября 1904 член Украинской демократической партии.
- С конца 1905 член Украинской демократической-радикальной партии.
- В 1905 году Участник земских и городских съездов, на которых неоднократно выступал с заявлениями о необходимости национально-территориальной автономии Украины.
- В 1904 году, находясь в Санкт-Петербурге, получил приглашение принять участие в работе комиссии Академии наук по отмене цензурных ограничений украинского языка («малорусской письменности»)[4].
- В феврале 1905 в состав делегации украинских деятелей обратился к председателю Комитета министров С. Ю. Витте с ходатайством об отмене указов 1863 и 1876 и легализации украинской прессы.
- В конце октября 1905 года принимал энергичные усилия по предотвращению еврейского погрома в Чернигове.
- В 1905—1906 годах заместитель председателя Союза автономистов.

Сотрудничал в журналах «Правда» (Львов, 1892—1895), «Записки Наукового товариства Iм. Т. Г. Шевченка» (Львов, с 1892) в еженедельниках «Украинский вестник» (1906), «Южные записки» (1906), «Юридическом вестнике».

### В Первой Государственной Думе
Член Конституционно-демократической партии, один из руководителей её Черниговского губернского комитета. Выдвинут кандидатом в члены 1-й Государственной Думы от блока конституционных-демократов и украинских радикал-демократов.
15 апреля 1906 избран в Государственную думу I созыва от общего состава выборщиков Черниговского губернского избирательного собрания. Входил в Конституционно-демократическую фракцию и Группу автономистов. Один из основателей и руководителей Украинской парламентской громады. Председатель 7-го отдела Государственной думы. Член комиссии по выработке законопроекта о собраниях. Подписал законопроект «О гражданском равенстве». Докладчик 7-го отдела по проверке прав членов Государственной думы. Участвовал в обсуждении вопросов об амнистии, по аграрному вопросу, Белостокскому погрому. Выступал в Государственной думе с требованием политической амнистии, с разоблачением роли черниговской администрации и «Черниговских губернских ведомостей» в провоцировании еврейского погрома. Критиковал земельный проект 42-х". Работал в журналах «Украинский вестник» (издание украинской фракции), «Записках Научного Общества им. Т. Шевченко», «Раде» (первая ежедневная украинская газета в Приднепровской Украине).
10 июля 1906 года в г. Выборге подписал «Выборгское воззвание» и осуждён по ст. 129, ч. 1, п. п. 51 и 3 Уголовного Уложения, приговорён к 3 месяцам тюрьмы и лишён права быть избранным. Временно отстранен от адвокатской практики и исключен из органов земского и городского самоуправления.

### После роспуска Думы
Продолжал сотрудничать в прессе: «Рідний край» (1907), «Рідна справа (Вістi з Думи)» (1907), «Русские ведомости».
- В 1907 году вошёл в Черниговскую «Просвіту» (1907), однако по настоянию губернатора исключен из неё в сентябре 1908.

Член киевской ложи ВВНР «Правда».
Член Украинского Законодательного Общества. В октябре 1908 возобновил адвокатскую деятельность. Участвовал в качестве защитника на литературных процессах. Один из инициаторов создания «Товарищества украинских прогрессистов» (ТУП), позднее заместитель председателя ТУП. Принадлежал к демократическо-радикальной партии, из которой 1917 образовалась Украинская партия социалистов-федералистов.

### После февральской революции
После Февральской революции 1917 вошёл в Исполком объединённых общественных организаций Чернигова, председатель Черниговского суда. Член Черниговской «Просвіты». Избран товарищем председателя на съезде ТУП, преобразованного в «Союз украинских автономистов-федералистов» (СУАФ), член президиума СУАФ (март — июнь 1917), товарищ его председателя М. С. Грушевского. В апреле 1917 основатель и руководитель Черниговского отдела Украинской партии социалистов-федералистов (УПСФ).
В апреле 1917 г. на Всеукраинском национальном конгрессе был избран членом Украинской Центральной Рады от Черниговской губернии, входил в состав комиссии Центральной Рады по разработке проекта статуса автономии Украины, председатель губернского исполкома на Черниговщине. На съезде УПСФ в мае 1918 при обсуждении земельного вопроса выступил с предложением об ограничении применении выкупа как принципа аграрной реформы, за сохранение в программе партии требования уничтожения частной собственности на землю, высказав уверенность в том, что крестьянам импонирует идея изъятия земли из товарооборота. Несмотря на долголетнюю приверженность идее федеративного переустройства России и политической автономии Украины, в январе 1918, убедившись в невозможности реализации этого требования, принял лозунг самостоятельной украинской государственности, провозглашённой 4-м Универсалом Центральной Рады. Во времена УНР (летом 1918) отказался от предложения гетмана Скоропадского возглавить кабинет министров, сославшись на преклонный возраст и болезнь.
Умер в Чернигове, где находился под домашним арестом у большевиков.

## Семья
Сын Николай Ильич Шраг (1894—1970) — эсер, член Учредительного собрания.

## Сочинения
- Вопрос о народном языке в школе // Южные записки. 1904. № 12;
- Народный язык в школе и книге. // Южные записки. 1904. № 25;
- Священное писание и малорусский язык // Южные записки. 1904. № 48;
- О союзе автономистов // Украинский вестник. 1906. № 1.
- I. Л. Шраг // Рідний край. 1906. № 16;